# Coelichneumon citimus
Coelichneumon citimus är en stekelart som först beskrevs av Cresson 1877.  Coelichneumon citimus ingår i släktet Coelichneumon och familjen brokparasitsteklar. Inga underarter finns listade i Catalogue of Life.